# Giuseppe Borsato
Pour les articles homonymes, voir Borsato.
Giuseppe Borsato (né le 14 février 1770 à Toppo, une frazione de la commune de Travesio, dans la province de Pordenone, dans l'actuelle région autonome du Frioul-Vénétie Julienne, alors dans la république de Venise, et mort le 15 octobre 1849  à Venise), est un peintre vénitien et décorateur de style classique, actif à Venise au début du XIXe siècle.

## Biographie
Professeur d'ornementation à l'Académie des beaux-arts de Venise, il enseigne le style Empire, conforme aux modèles de Percier et de Fontaine.

## Œuvre
Il coordonne à partir de 1807, sous la supervision d'Eugène de Beauharnais, l'ornementation des salles du "Palais Royal" dans les Procuraties Nove de Venise, actuellement occupées par une partie du Musée Correr.
En compagnie de Silva, il exécute des cycles décoratifs dans les palais Albrizzi, Persico et Treves et à Partir de 1808 il décore la Fenice dont il devient le scénographe officiel de 1809 à 1819.
Il a aussi été peintre de vedute à la manière de Canaletto.
- Entrée de Napoléon 1er à Venise le 29 novembre 1807, Paris, Fondation Dosne-Thiers
- Régate sur le Grand Canal en l'honneur  de Napoléon 1er le 2 décembre 1807, Paris, Institut de France
- Entrée de Napoléon 1er à Venise le 29 novembre 1807 (1809), Rome, musée Mario Praz
- Régate sur le Grand Canal en l'honneur  de Napoléon 1er le 2 décembre 1807 (1809), Rome, musée Mario Praz
- Entrée de Napoléon 1er à Venise le 29 novembre 1807 (1814), Château de Versailles
- Régate sur le Grand Canal en l'honneur  de Napoléon 1er le 2 décembre 1807 (1814), , Château de Versailles
- Entrée de Napoléon 1er à Venise le 29 novembre 1807 (1847), Milan, Pinacothèque Ambrosienne
- Fresques des murs et plafond des Procuraties Nove (vestibule de la salle de bal), Venise
- La salle des quatre portes du palais des Doges, 1822, Galeries de l'Académie de Venise

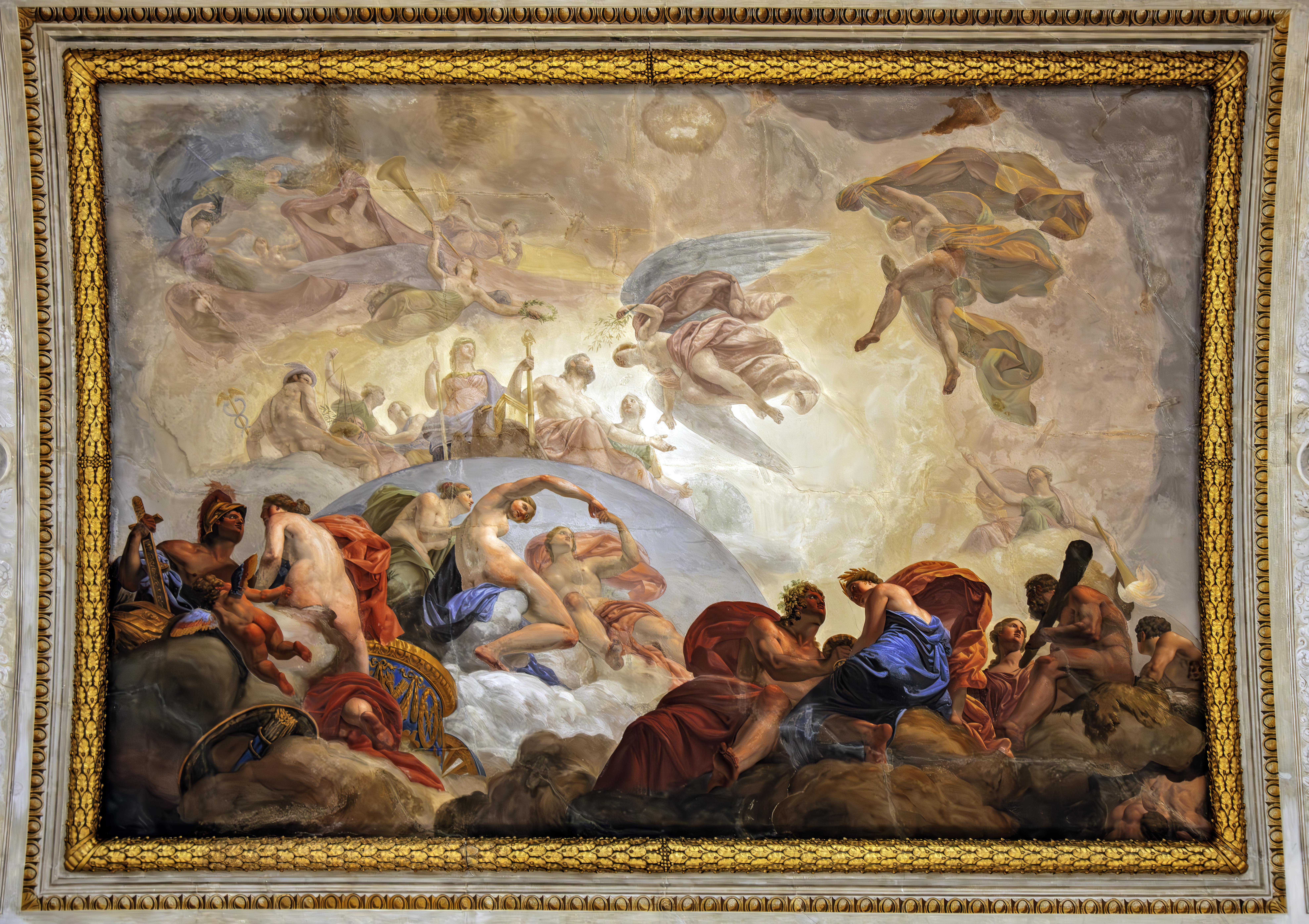
Plafond de la Salle de bal du Palais royale (Musée Correr Venise)
Le plafond de la salla a manger du Palais royale  (Musée Correr Venise)
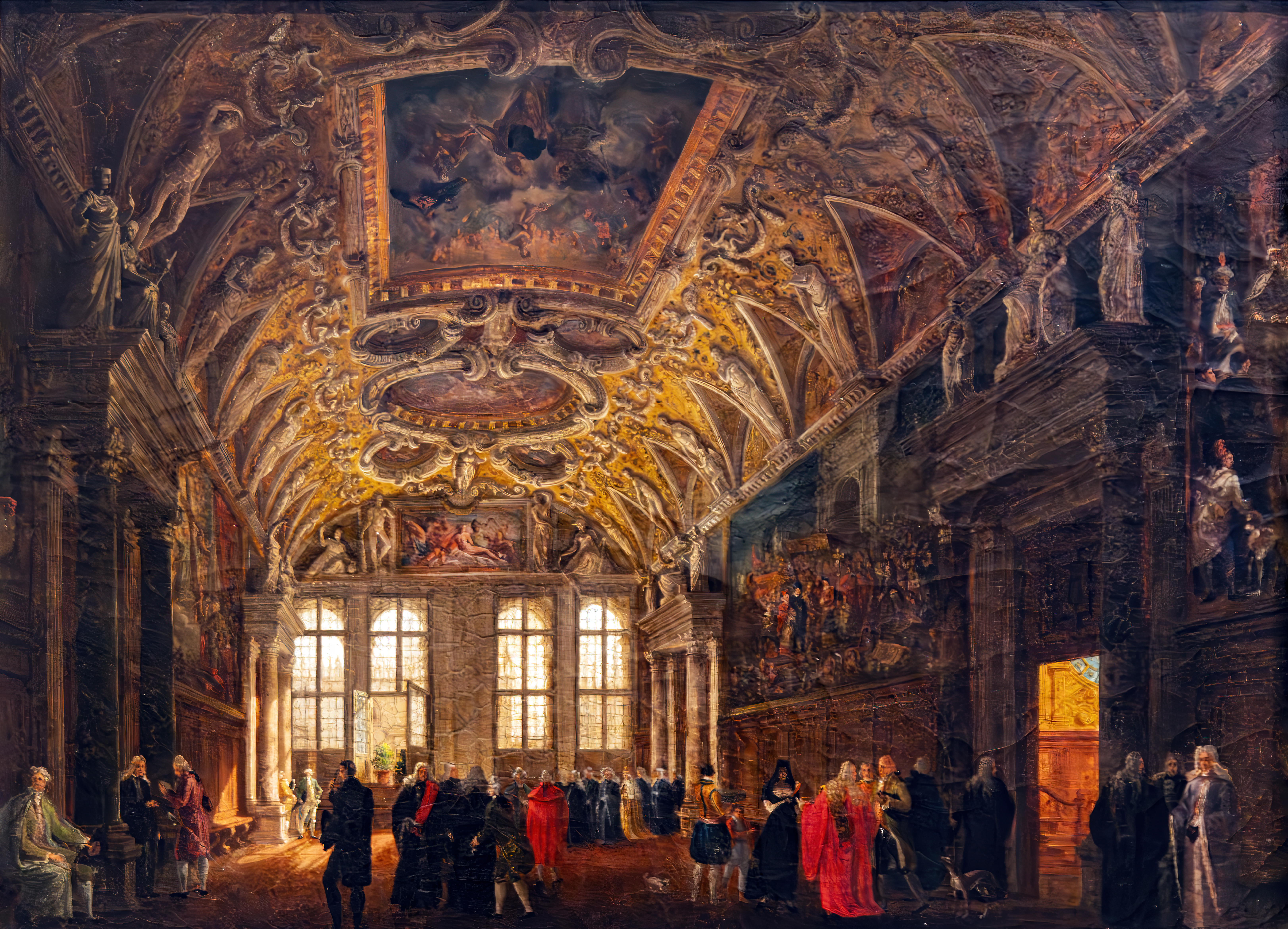
La salle des quatre portes du palais des Doges Galeries de l'Académie de Venise
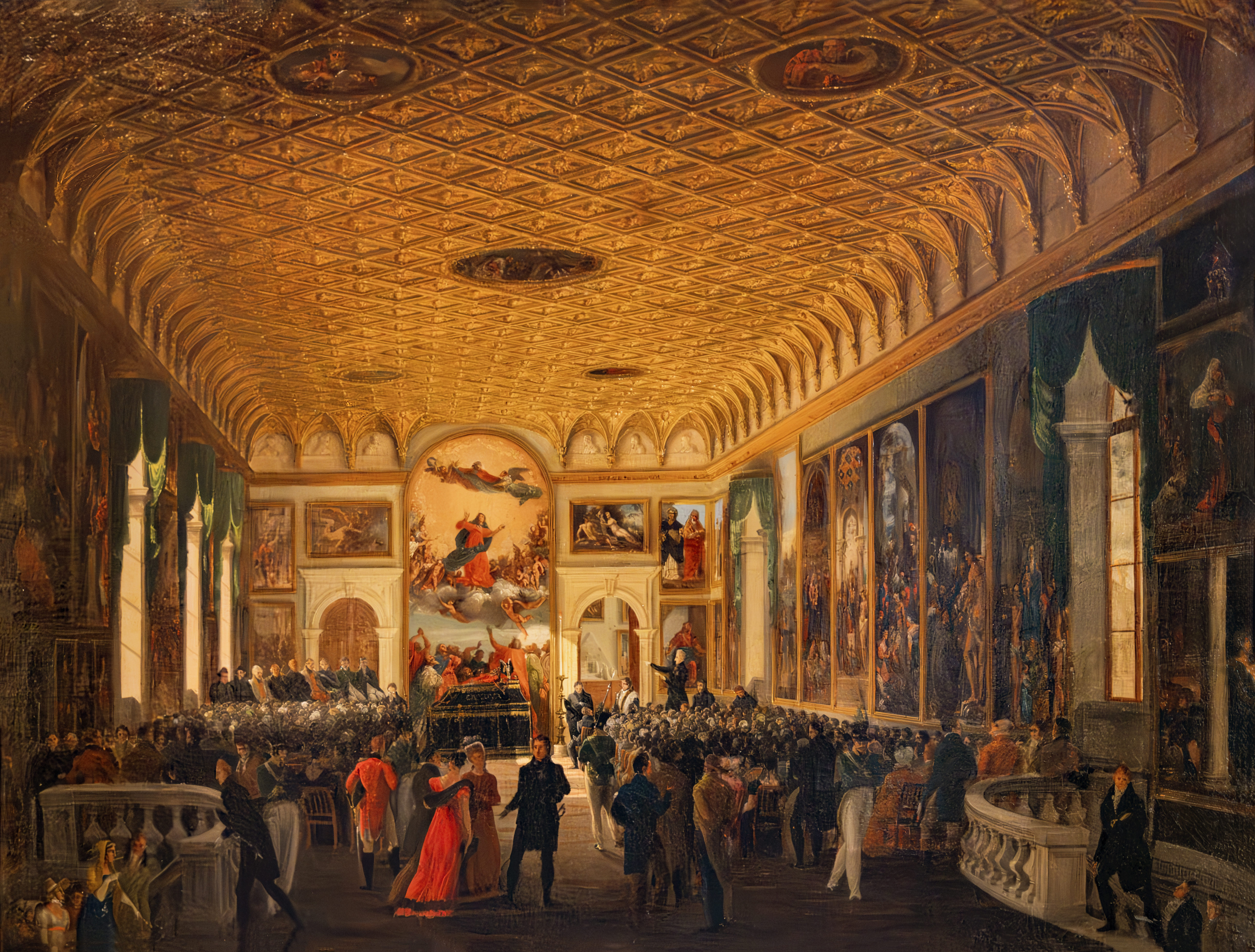
Commemoration d'Antonio Canova à la Scuola Grande della Carità Museo Correr

## Crédit d'auteurs
- (en) Cet article est partiellement ou en totalité issu de l’article de Wikipédia en anglais intitulé « Giuseppe Borsato » (voir la liste des auteurs).